# Kirsten Bröring
Kirsten Bröring (* 3. Juli 2000 in Nootdorp) ist eine niederländische Beachvolleyball- und ehemalige Volleyballspielerin.

## Karriere

### Halle
Die Mittelblockerin war von 2017 bis 2018 in der niederländischen Juniorennationalmannschaft aktiv. In den Spielzeiten 2018/19 und in der folgenden Saison pritschte und baggerte sie für Dros-Alterno in der niederländischen Eredivisie. Anschließend wechselte sie ins Nachbarland zu Jaraco LVL Genk und wurde mit dem Verein zwei Mal in Folge belgische Vizemeisterin. Im Challenge Cup 2022 war für den Sportclub jedoch das Sechzehntelfinale die Endstation.

### Beach
Mit Anna Nieuwstad bestritt die junge Sportlerin 2021 und 2022 einige nationale Turniere. Mit Emma Piersma überstand sie die Poolphase beim Futures in Den Haag. 2023 standen Leanne van Vegten und Kirsten Böring vier Mal im Finale der niederländischen Beachtour. Beim Futures im belgischen Leuven stiegen die in der Provinz Zuid-Holland geborene Athletin und Wies Bekhuis in der zweiten Qualifikationsrunde in den Wettbewerb ein. Nach dem zweiten Rang in der Gruppe A im Hauptwettbewerb steigerten sich die Niederländerinnen noch einmal und konnten sowohl die beiden nächsten Runden als auch das Semifinale für sich entscheiden. Die Silbermedaille in diesem internationalen Wettbewerb war der verdiente Lohn.
Eine Saison später bildeten Kirsten Bröring und Emi van Driel ein neues Duo. Sie erreichten zunächst zwei Finalplätze bei der nationalen Beachserie. Ihr bis dahin größter gemeinsamer Erfolg gelang ihnen jedoch am 16. Juni 2024, als sie als Nationalteam zusammen mit Brecht Piersma und Wies Bekhuis im Endspiel im  Nations Cup siegten und so ihrem Heimatland einen zweiten Startplatz bei den Olympischen Spielen in Paris sicherten. Diesen nahm jedoch das Nederlands Olympisch Comité nicht wahr, da keine der vier Spielerinnen die nationalen Vorgaben für die Teilnahme erfüllte.